# Elisenda Pérez i Esteve
Elisenda Pérez i Esteve (Calonge, 23 de febrer de 1983) és una política catalana, senadora per la província de Girona en la XII legislatura. Des de l'estiu de 2023 és directora del Cos d'Agents Rurals.

## Biografia
Inicialment milità en el Partit dels Socialistes de Catalunya, amb el que fou escollida regidora de Calonge a les eleccions municipals espanyoles de 2011. El 2014 fou nomenada portaveu municipal del PSC, però el novembre del mateix any va abandonar el PSC juntament amb l'ex-alcalde Antoni Esteve, disconformes amb la nova direcció del partit. A les eleccions municipals espanyoles de 2015 fou escollida regidora de Calonge encapçalant la candidatura Avancem-Més. A les eleccions generals espanyoles de 2016 fou escollida senadora per la província de Girona dins les files d'Esquerra Republicana de Catalunya.
Des de l’any 2007 a l’any 2023 ha estat treballant en diferents institucions públiques. A l’administració de l’Ajuntament de Calonge i Sant Antoni (2007-2008), a l’Ajuntament de Palafrugell (2008-2009) i a l’Ajuntament de Palamós (2010-2016).
Va ser regidora a l’Ajuntament de Calonge i Sant Antoni des de l’any 2011 fins a l’any 2021 i consellera comarcal al Consell Comarcal del Baix Empordà des del 2011 fins al 2014. Com a fet destacat, va ser senadora en el Senat del 2016 a l’any 2023.